# San Francisco (Zulia)
San Francisco é um município da Venezuela localizado no estado de Zulia.
A capital do município é a cidade de San Francisco.